# Sart des Roquettes
De Sart des Roquettes is een helling uit de Belgische Provincie Henegouwen.

## Wielrennen
De helling is opgenomen in de Cotacol Encyclopedie met de 1.000 zwaarste beklimmingen van België. Ze maakt jaarlijks deel uit van de wielertoeristentocht Les Cotacols du Centre.